# Kenézlő
Kenézlő ist eine ungarische Gemeinde im Kreis Sárospatak im Komitat Borsod-Abaúj-Zemplén.

## Geografische Lage
Kenézlő liegt in Nordungarn, 56 Kilometer nordöstlich des Komitatssitzes Miskolc, 14 Kilometer südwestlich der Kreisstadt Sárospatak, gut ein Kilometer vom rechten Ufer der Theiß entfernt. Nachbargemeinden im Umkreis von sechs Kilometern sind Viss, Balsa, Gávavencsellő und Zalkod.

## Geschichte
Im Jahr 1913 gab es in der damaligen Kleingemeinde 238 Häuser und 1483 Einwohner auf einer Fläche von 3207 Katastraljochen. Sie gehörte zu dieser Zeit zum Bezirk Dada felső im Komitat Szabolcs.

## Sehenswürdigkeiten
- Griechisch-katholische Kirche Urunk mennybemenetele, erbaut 1793
- Reformierte Kirche, erbaut 1812–1813
- Römisch-katholische Kirche Szent Mihály Főangyal, erbaut 1932
- Szent-István-Statue, erschaffen von Viktória Csirpák
- Weltkriegsdenkmal

## Verkehr
Kenézlő ist nur über die Landstraße Nr. 3802 zu erreichen. Drei Kilometer südlich der Gemeinde gibt es eine Fährverbindung über die Theiß nach Balsa. Es bestehen Busverbindungen nach Sárospatak, Viss und Zalkod. Die nächstgelegenen Bahnhöfe befinden sich in Sárospatak und Olaszliszka-Tolcsva.